# Vadstena frikyrkoförsamling
Vadstena frikyrkoförsamling är en församling i Vadstena, Vadstena kommun. Församlingen är ansluten till Evangeliska Frikyrkan och Equmeniakyrkan.

## Historik
Den 1 januari 1995 bildades Vadstena frikyrkoförsamling genom en sammanslagning av Vadstena missionsförsamling och Vadstena baptistförsamling.

## Församlingens kyrkor
- Vätternkyrkan